# Olasz kopó

## Leírása
Karcsú testű, izmos, szép küllemű kutya. Feje hosszú, elkeskenyedő, koponyája keskeny, fejteteje lapos. Stopja enyhe, orrháta kissé ívelt, orrtükre fekete. Fogai nagyok, harapása ollószerű, ajkai lelógók, feketék. Füle háromszög alakú, lecsüngő, hegyes. Szeme nagy, okkersárga, értelmes tekintetű. Szemrései mandulavágásúak, szorosan záródnak. Nyaka szikár, lebernyeg nélküli. Háta egyenes, ágyéka rövid, izmos. Mellkasa mély, a könyökig ér, hasa felhúzott. Végtagjai vékony csontúak, párhuzamos átállásúak, inasak. Mancsai oválisak, ujjai zártak, körmei feketék. Farka hosszú, elkeskenyedő, figyelő helyzetben vízszintesen tartja, végét kissé felemeli. Szőrzete rövid vagy szálkás. Színe különböző árnyalatú rőt vagy rőt és fekete. Fehér rész az arcorri részen, a koponyán, a szügyön, a mancsokon lehetséges. Marmagassága 52–58 cm (kan), illetve 48–56 cm (szuka), testtömege 18–28 kg. Várható élettartam  12-13 év.

## Eredete
Ősi származású olasz fajta. Valószínűleg a régi Galileában tenyésztették ki az egyiptomi agárból és a római molosszusból. Föníciai hajósokkal került Európába.

## Tulajdonságai
Fáradhatatlan, képes arra, hogy reggeltől estig kövesse a vadat. Szaglása kiemelkedően jó, mindenféle terepen könnyedén, biztosan keres. Értelmes, tanulékony, de kissé makacs, az átlagosnál nehezebben kezelhető. Igénytelen, bármilyen időjáráshoz könnyen alkalmazkodik.

## Alkalmazása
Falkában vadásznak vele, bármilyen terepen alkalmazható. Kiváló szaglásával órák után is követi a vadat, és azt csaholással a gazdájához űzi. Kedvtelésből is tartják.